# Grande Prêmio de Montreal 2022
A 11.ª edição da clássica ciclista Grande Prêmio de Montreal foi uma corrida no Canadá que se celebrou a 11 de setembro de 2022 pelos arredores da cidade de Montreal, ao que se lhe deram 18 voltas a um circuito de 12,2 km para completar um percurso de 221,4 quilómetros.
A corrida fez parte do UCI WorldTour de 2022, sendo a trigésima competição do calendário de máxima categoria mundial. O vencedor foi o esloveno Tadej Pogačar do UAE Emirates, quem esteve acompanhado no pódio pelo belga Wout van Aert do Jumbo-Visma e o italiano Andrea Bagioli do Quick-Step Alpha Vinyl, segundo e terceiro classificado respectivamente.

## Percurso
O Grande Prêmio de Montreal dispôs de um percurso total de 221,4 quilómetros, onde os ciclistas na parte final disputaram um circuito de 18 voltas de 12,2 quilómetros até linha de meta.

## Equipas participantes
Tomaram parte na corrida 21 equipas: 18 de categoria UCI WorldTeam convidados pela organização, 2 de categoria UCI ProTeam e a seleção nacional do Canadá. Formaram assim um pelotão de 145 ciclistas dos que acabaram 76. As equipas participantes foram:
| Equipes WorldTeam (18)- AG2R Citroën Team - Astana Qazaqstan Team - Bahrain Victorious - Bora-Hansgrohe - Cofidis - EF Education-EasyPost - Groupama-FDJ - Ineos Grenadiers - Intermarché-Wanty-Gobert Matériaux - Israel-Premier Tech - Jumbo-Visma - Lotto-Soudal - Movistar Team - Quick-Step Alpha Vinyl - BikeExchange-Jayco - Team DSM - Trek-Segafredo - UAE Team Emirates Equipes ProTeam (2)- Arkéa-Samsic - TotalEnergies Equipe nacional- Canadá |
| |

## Classificação final
- A classificação finalizou da seguinte forma:[3]

### Classificação geral
| \| Classificação geral \| Classificação geral \| Classificação geral \| Classificação geral \| Classificação geral \| \| Ciclista \| Ciclista \| Equipe \| Tempo \| \| \| ------------------- \| ------------------- \| ---------------------------------- \| ------------------- \| ------------------- \| \| 1. \| Tadej Pogačar \| UAE Team Emirates \| 5h59m38s \| \| \| 2. \| Wout van Aert \| Jumbo-Visma \| + 0s \| \| \| 3. \| Andrea Bagioli \| Quick-Step Alpha Vinyl \| + 0s \| \| \| 4. \| Adam Yates \| Ineos Grenadiers \| + 0s \| \| \| 5. \| David Gaudu \| Groupama-FDJ \| + 0s \| \| \| 6. \| Mauro Schmid \| Quick-Step Alpha Vinyl \| + 22s \| \| \| 7. \| Giovanni Aleotti \| Bora-Hansgrohe \| + 22s \| \| \| 8. \| Romain Bardet \| Team DSM \| + 22s \| \| \| 9. \| Pello Bilbao \| Bahrain Victorious \| + 28s \| \| \| 10. \| Warren Barguil \| Arkéa-Samsic \| + 31s \| \| \| 11. \| Mikkel Honoré \| Quick-Step Alpha Vinyl \| + 31s \| \| \| 12. \| Toms Skujiņš \| Trek-Segafredo \| + 35s \| \| \| 13. \| Michael Matthews \| BikeExchange-Jayco \| + 35s \| \| \| 14. \| Georg Zimmermann \| Intermarché-Wanty-Gobert Matériaux \| + 35s \| \| \| 15. \| Sep Vanmarcke \| Israel-Premier Tech \| + 35s \| \| \| 16. \| Greg Van Avermaet \| AG2R Citroën Team \| + 35s \| \| \| 17. \| Diego Ulissi \| UAE Team Emirates \| + 35s \| \| \| 18. \| Attila Valter \| Groupama-FDJ \| + 35s \| \| \| 19. \| Pierre Latour \| TotalEnergies \| + 35s \| \| \| 20. \| Benoît Cosnefroy \| AG2R Citroën Team \| + 35s \| \| |                   |                                    |          |
| |                   |                                    |          |
| Fonte: ProCyclingStats |                   |                                    |          |
| Classificação geral |                   |                                    |          |
| Ciclista | Ciclista          | Equipe                             | Tempo    |
| 1. | Tadej Pogačar     | UAE Team Emirates                  | 5h59m38s |
| 2. | Wout van Aert     | Jumbo-Visma                        | + 0s     |
| 3. | Andrea Bagioli    | Quick-Step Alpha Vinyl             | + 0s     |
| 4. | Adam Yates        | Ineos Grenadiers                   | + 0s     |
| 5. | David Gaudu       | Groupama-FDJ                       | + 0s     |
| 6. | Mauro Schmid      | Quick-Step Alpha Vinyl             | + 22s    |
| 7. | Giovanni Aleotti  | Bora-Hansgrohe                     | + 22s    |
| 8. | Romain Bardet     | Team DSM                           | + 22s    |
| 9. | Pello Bilbao      | Bahrain Victorious                 | + 28s    |
| 10. | Warren Barguil    | Arkéa-Samsic                       | + 31s    |
| 11. | Mikkel Honoré     | Quick-Step Alpha Vinyl             | + 31s    |
| 12. | Toms Skujiņš      | Trek-Segafredo                     | + 35s    |
| 13. | Michael Matthews  | BikeExchange-Jayco                 | + 35s    |
| 14. | Georg Zimmermann  | Intermarché-Wanty-Gobert Matériaux | + 35s    |
| 15. | Sep Vanmarcke     | Israel-Premier Tech                | + 35s    |
| 16. | Greg Van Avermaet | AG2R Citroën Team                  | + 35s    |
| 17. | Diego Ulissi      | UAE Team Emirates                  | + 35s    |
| 18. | Attila Valter     | Groupama-FDJ                       | + 35s    |
| 19. | Pierre Latour     | TotalEnergies                      | + 35s    |
| 20. | Benoît Cosnefroy  | AG2R Citroën Team                  | + 35s    |

## Ciclistas participantes e posições finais
| AG2R Citroën Team ACT | AG2R Citroën Team ACT        | AG2R Citroën Team ACT |
| --------------------- | ---------------------------- | --------------------- |
| Num                   | Ciclista                     | Pos                   |
| 1                     | Greg Van Avermaet (BEL)      | 16.                   |
| 2                     | Mikaël Cherel (FRA)          | DNF                   |
| 3                     | Benoît Cosnefroy (FRA)       | 20.                   |
| 4                     | Stan Dewulf (BEL)            | 46.                   |
| 5                     | Aurélien Paret-Peintre (FRA) | 71.                   |
| 6                     | Michael Schär (SUI)          | DNF                   |
| 7                     | Clément Venturini (FRA)      | DNF                   |

| Jumbo-Visma TJV | Jumbo-Visma TJV                  | Jumbo-Visma TJV |
| --------------- | -------------------------------- | --------------- |
| Num             | Ciclista                         | Pos             |
| 11              | Wout van Aert (BEL)              | 2.              |
| 12              | Pascal Eenkhoorn (NED) (estrada) | 65.             |
| 13              | Tobias Foss (NOR)                | 40.             |
| 14              | Christophe Laporte (FRA)         | 75.             |
| 15              | Timo Roosen (NED)                | DNF             |
| 16              | Tosh Van der Sande (BEL)         | 56.             |
| 17              | Nathan Van Hooydonck (BEL)       | 66.             |

| Ineos Grenadiers IGD | Ineos Grenadiers IGD         | Ineos Grenadiers IGD |
| -------------------- | ---------------------------- | -------------------- |
| Num                  | Ciclista                     | Pos                  |
| 21                   | Geraint Thomas (GBR)         | DNF                  |
| 22                   | Edward Dunbar (IRL)          | 69.                  |
| 23                   | Daniel Felipe Martínez (COL) | 25.                  |
| 24                   | Kim Heiduk (GER)             | DNF                  |
| 25                   | Luke Rowe (GBR)              | DNF                  |
| 26                   | Ben Swift (GBR)              | 64.                  |
| 27                   | Adam Yates (GBR)             | 4.                   |

| UAE Team Emirates UAD | UAE Team Emirates UAD | UAE Team Emirates UAD |
| --------------------- | --------------------- | --------------------- |
| Num                   | Ciclista              | Pos                   |
| 31                    | Tadej Pogačar (SLO)   | 1.                    |
| 32                    | George Bennett (NZL)  | DNF                   |
| 33                    | Rui Costa (POR)       | DNF                   |
| 34                    | Alessandro Covi (ITA) | DNF                   |
| 35                    | Davide Formolo (ITA)  | DNF                   |
| 36                    | Ryan Gibbons (RSA)    | DNF                   |
| 37                    | Diego Ulissi (ITA)    | 17.                   |

| Bora-Hansgrohe BOH | Bora-Hansgrohe BOH     | Bora-Hansgrohe BOH |
| ------------------ | ---------------------- | ------------------ |
| Num                | Ciclista               | Pos                |
| 41                 | Patrick Konrad (AUT)   | 34.                |
| 42                 | Giovanni Aleotti (ITA) | 7.                 |
| 43                 | Cesare Benedetti (POL) | 73.                |
| 44                 | Patrick Gamper (AUT)   | DNF                |
| 45                 | Ide Schelling (NED)    | DNF                |
| 46                 | Frederik Wandahl (DEN) | 30.                |
| 47                 | Ben Zwiehoff (GER)     | 41.                |

| Intermarché-Wanty-Gobert Matériaux IWG | Intermarché-Wanty-Gobert Matériaux IWG | Intermarché-Wanty-Gobert Matériaux IWG |
| -------------------------------------- | -------------------------------------- | -------------------------------------- |
| Num                                    | Ciclista                               | Pos                                    |
| 51                                     | Biniam Girmay (ERI)                    | DNF                                    |
| 52                                     | Sven Erik Bystrøm (NOR)                | 21.                                    |
| 53                                     | Théo Delacroix (FRA)                   | DNF                                    |
| 54                                     | Andrea Pasqualon (ITA)                 | DNF                                    |
| 55                                     | Baptiste Planckaert (BEL)              | DNF                                    |
| 56                                     | Loïc Vliegen (BEL)                     | DNF                                    |
| 57                                     | Georg Zimmermann (GER)                 | 14.                                    |

| Bahrain Victorious TBV | Bahrain Victorious TBV    | Bahrain Victorious TBV |
| ---------------------- | ------------------------- | ---------------------- |
| Num                    | Ciclista                  | Pos                    |
| 61                     | Matej Mohorič (SLO)       | DNF                    |
| 62                     | Pello Bilbao (ESP)        | 9.                     |
| 63                     | Damiano Caruso (ITA)      | 45.                    |
| 64                     | Hermann Pernsteiner (AUT) | 27.                    |
| 65                     | Jonathan Milan (ITA)      | DNF                    |
| 66                     | Jan Tratnik (SLO)         | 36.                    |
| 67                     | Matevž Govekar (SLO)      | DNF                    |

| Quick-Step Alpha Vinyl QST | Quick-Step Alpha Vinyl QST | Quick-Step Alpha Vinyl QST |
| -------------------------- | -------------------------- | -------------------------- |
| Num                        | Ciclista                   | Pos                        |
| 71                         | Andrea Bagioli (ITA)       | 3.                         |
| 72                         | Josef Černý (CZE)          | DNF                        |
| 73                         | Mikkel Honoré (DEN)        | 11.                        |
| 74                         | James Knox (GBR)           | DNF                        |
| 75                         | Mauro Schmid (SUI)         | 6.                         |
| 76                         | Stan Van Tricht (BEL)      | 52.                        |
| 77                         | Mauri Vansevenant (BEL)    | 42.                        |

| Groupama-FDJ GFC | Groupama-FDJ GFC       | Groupama-FDJ GFC |
| ---------------- | ---------------------- | ---------------- |
| Num              | Ciclista               | Pos              |
| 81               | Antoine Duchesne (CAN) | 70.              |
| 82               | David Gaudu (FRA)      | 5.               |
| 84               | Lewis Askey (GBR)      | 68.              |
| 85               | Anthony Roux (FRA)     | 59.              |
| 86               | Michael Storer (AUS)   | 31.              |
| 87               | Attila Valter (HUN)    | 18.              |

| Cofidis COF | Cofidis COF              | Cofidis COF |
| ----------- | ------------------------ | ----------- |
| Num         | Ciclista                 | Pos         |
| 91          | Guillaume Martin (FRA)   | 23.         |
| 92          | Ion Izagirre (ESP)       | 63.         |
| 93          | Alexandre Delettre (FRA) | DNF         |
| 94          | Eddy Finé (FRA)          | DNF         |
| 95          | Wesley Kreder (NED)      | DNF         |
| 96          | André Carvalho (POR)     | DNF         |
| 97          | Hugo Toumire (FRA)       | 76.         |

| Lotto-Soudal LTS | Lotto-Soudal LTS         | Lotto-Soudal LTS |
| ---------------- | ------------------------ | ---------------- |
| Num              | Ciclista                 | Pos              |
| 101              | Sébastien Grignard (BEL) | 74.              |
| 102              | Carlos Barbero (ESP)     | 50.              |
| 103              | Matthew Holmes (GBR)     | DNF              |
| 104              | Viktor Verschaeve (BEL)  | 72.              |
| 105              | Sylvain Moniquet (BEL)   | 26.              |
| 106              | Harm Vanhoucke (BEL)     | 58.              |
| 107              | Florian Vermeersch (BEL) | DNF              |

| BikeExchange-Jayco BEX | BikeExchange-Jayco BEX | BikeExchange-Jayco BEX |
| ---------------------- | ---------------------- | ---------------------- |
| Num                    | Ciclista               | Pos                    |
| 111                    | Michael Matthews (AUS) | 13.                    |
| 112                    | Alexandre Balmer (SUI) | 39.                    |
| 113                    | Kevin Colleoni (ITA)   | 44.                    |
| 114                    | Damien Howson (AUS)    | DNF                    |
| 115                    | Tanel Kangert (EST)    | DNF                    |
| 116                    | Jan Maas (NED)         | DNF                    |
| 117                    | Nick Schultz (AUS)     | DNF                    |

| Trek-Segafredo TFS | Trek-Segafredo TFS   | Trek-Segafredo TFS |
| ------------------ | -------------------- | ------------------ |
| Num                | Ciclista             | Pos                |
| 121                | Jasper Stuyven (BEL) | 62.                |
| 122                | Tony Gallopin (FRA)  | DNF                |
| 123                | Alexander Kamp (DEN) | 57.                |
| 124                | Jacopo Mosca (ITA)   | DNF                |
| 125                | Quinn Simmons (USA)  | DNF                |
| 126                | Toms Skujiņš (LAT)   | 12.                |
| 127                | Otto Vergaerde (BEL) | DNF                |

| Movistar Team MOV | Movistar Team MOV         | Movistar Team MOV |
| ----------------- | ------------------------- | ----------------- |
| Num               | Ciclista                  | Pos               |
| 131               | Alex Aranburu (ESP)       | 22.               |
| 132               | Jorge Arcas (ESP)         | 51.               |
| 133               | Iván García Cortina (ESP) | DNF               |
| 134               | Juri Hollmann (GER)       | DNF               |
| 135               | Gorka Izagirre (ESP)      | 38.               |
| 136               | William Barta (USA)       | 55.               |
| 137               | Oier Lazkano (ESP)        | 33.               |

| Israel-Premier Tech IPT | Israel-Premier Tech IPT | Israel-Premier Tech IPT |
| ----------------------- | ----------------------- | ----------------------- |
| Num                     | Ciclista                | Pos                     |
| 141                     | Hugo Houle (CAN)        | DNF                     |
| 142                     | Guillaume Boivin (CAN)  | 37.                     |
| 143                     | Simon Clarke (AUS)      | 35.                     |
| 144                     | Jakob Fuglsang (DEN)    | 28.                     |
| 145                     | Krists Neilands (LAT)   | DNF                     |
| 146                     | Giacomo Nizzolo (ITA)   | DNF                     |
| 147                     | Sep Vanmarcke (BEL)     | 15.                     |

| Team DSM DSM | Team DSM DSM               | Team DSM DSM |
| ------------ | -------------------------- | ------------ |
| Num          | Ciclista                   | Pos          |
| 151          | Romain Bardet (FRA)        | 8.           |
| 152          | Søren Kragh Andersen (DEN) | DNF          |
| 153          | Romain Combaud (FRA)       | 54.          |
| 154          | Nils Eekhoff (NED)         | DNF          |
| 155          | Andreas Leknessund (NOR)   | 53.          |
| 156          | Martijn Tusveld (NED)      | DNF          |
| 157          | Pavel Bittner (CZE)        | DNF          |

| EF Education-EasyPost EFE | EF Education-EasyPost EFE | EF Education-EasyPost EFE |
| ------------------------- | ------------------------- | ------------------------- |
| Num                       | Ciclista                  | Pos                       |
| 161                       | Magnus Cort (DEN)         | 61.                       |
| 162                       | Alberto Bettiol (ITA)     | 47.                       |
| 163                       | Simon Carr (GBR)          | 60.                       |
| 164                       | Ruben Guerreiro (POR)     | 24.                       |
| 165                       | Andrea Piccolo (ITA)      | DNF                       |
| 166                       | Neilson Powless (USA)     | DNF                       |
| 167                       | Jens Keukeleire (BEL)     | DNF                       |

| Astana Qazaqstan Team AST | Astana Qazaqstan Team AST | Astana Qazaqstan Team AST |
| ------------------------- | ------------------------- | ------------------------- |
| Num                       | Ciclista                  | Pos                       |
| 171                       | Joe Dombrowski (USA)      | DNF                       |
| 172                       | Manuele Boaro (ITA)       | DNF                       |
| 173                       | Fabio Felline (ITA)       | DNF                       |
| 174                       | Antonio Nibali (ITA)      | DNF                       |
| 175                       | Christian Scaroni (ITA)   | DNF                       |
| 176                       | Simone Velasco (ITA)      | 32.                       |
| 177                       | Andrey Zeits (KAZ)        | 29.                       |

| Arkéa-Samsic ARK | Arkéa-Samsic ARK        | Arkéa-Samsic ARK |
| ---------------- | ----------------------- | ---------------- |
| Num              | Ciclista                | Pos              |
| 181              | Warren Barguil (FRA)    | 10.              |
| 182              | Winner Anacona (COL)    | DNF              |
| 183              | Benjamin Declercq (BEL) | DNF              |
| 184              | Matis Louvel (FRA)      | 67.              |
| 185              | Laurent Pichon (FRA)    | 49.              |
| 186              | Alan Riou (FRA)         | DNF              |
| 187              | Louis Barré (FRA)       | 43.              |

| TotalEnergies TEN | TotalEnergies TEN           | TotalEnergies TEN |
| ----------------- | --------------------------- | ----------------- |
| Num               | Ciclista                    | Pos               |
| 191               | Peter Sagan (SVK) (estrada) | DNF               |
| 192               | Maciej Bodnar (POL)         | DNF               |
| 193               | Fabien Doubey (FRA)         | DNF               |
| 194               | Pierre Latour (FRA)         | 19.               |
| 195               | Daniel Oss (ITA)            | DNF               |
| 196               | Paul Ourselin (FRA)         | 48.               |
| 197               | Anthony Turgis (FRA)        | DNF               |

| Canadá CAN | Canadá CAN          | Canadá CAN |
| ---------- | ------------------- | ---------- |
| Num        | Ciclista            | Pos        |
| 202        | Nicolas Côté        | DNF        |
| 203        | Thomas Schellenberg | DNF        |
| 204        | Matteo Dal-Cin      | DNF        |
| 205        | Carson Miles        | DNF        |
| 206        | Quentin Cowan       | DNF        |
| 207        | Nicolas Rivard      | DNF        |

| AG2R Citroën Team ACT | AG2R Citroën Team ACT        | AG2R Citroën Team ACT |
| --------------------- | ---------------------------- | --------------------- |
| Num                   | Ciclista                     | Pos                   |
| 1                     | Greg Van Avermaet (BEL)      | 16.                   |
| 2                     | Mikaël Cherel (FRA)          | DNF                   |
| 3                     | Benoît Cosnefroy (FRA)       | 20.                   |
| 4                     | Stan Dewulf (BEL)            | 46.                   |
| 5                     | Aurélien Paret-Peintre (FRA) | 71.                   |
| 6                     | Michael Schär (SUI)          | DNF                   |
| 7                     | Clément Venturini (FRA)      | DNF                   |

| Jumbo-Visma TJV | Jumbo-Visma TJV                  | Jumbo-Visma TJV |
| --------------- | -------------------------------- | --------------- |
| Num             | Ciclista                         | Pos             |
| 11              | Wout van Aert (BEL)              | 2.              |
| 12              | Pascal Eenkhoorn (NED) (estrada) | 65.             |
| 13              | Tobias Foss (NOR)                | 40.             |
| 14              | Christophe Laporte (FRA)         | 75.             |
| 15              | Timo Roosen (NED)                | DNF             |
| 16              | Tosh Van der Sande (BEL)         | 56.             |
| 17              | Nathan Van Hooydonck (BEL)       | 66.             |

| Ineos Grenadiers IGD | Ineos Grenadiers IGD         | Ineos Grenadiers IGD |
| -------------------- | ---------------------------- | -------------------- |
| Num                  | Ciclista                     | Pos                  |
| 21                   | Geraint Thomas (GBR)         | DNF                  |
| 22                   | Edward Dunbar (IRL)          | 69.                  |
| 23                   | Daniel Felipe Martínez (COL) | 25.                  |
| 24                   | Kim Heiduk (GER)             | DNF                  |
| 25                   | Luke Rowe (GBR)              | DNF                  |
| 26                   | Ben Swift (GBR)              | 64.                  |
| 27                   | Adam Yates (GBR)             | 4.                   |

| UAE Team Emirates UAD | UAE Team Emirates UAD | UAE Team Emirates UAD |
| --------------------- | --------------------- | --------------------- |
| Num                   | Ciclista              | Pos                   |
| 31                    | Tadej Pogačar (SLO)   | 1.                    |
| 32                    | George Bennett (NZL)  | DNF                   |
| 33                    | Rui Costa (POR)       | DNF                   |
| 34                    | Alessandro Covi (ITA) | DNF                   |
| 35                    | Davide Formolo (ITA)  | DNF                   |
| 36                    | Ryan Gibbons (RSA)    | DNF                   |
| 37                    | Diego Ulissi (ITA)    | 17.                   |

| Bora-Hansgrohe BOH | Bora-Hansgrohe BOH     | Bora-Hansgrohe BOH |
| ------------------ | ---------------------- | ------------------ |
| Num                | Ciclista               | Pos                |
| 41                 | Patrick Konrad (AUT)   | 34.                |
| 42                 | Giovanni Aleotti (ITA) | 7.                 |
| 43                 | Cesare Benedetti (POL) | 73.                |
| 44                 | Patrick Gamper (AUT)   | DNF                |
| 45                 | Ide Schelling (NED)    | DNF                |
| 46                 | Frederik Wandahl (DEN) | 30.                |
| 47                 | Ben Zwiehoff (GER)     | 41.                |

| Intermarché-Wanty-Gobert Matériaux IWG | Intermarché-Wanty-Gobert Matériaux IWG | Intermarché-Wanty-Gobert Matériaux IWG |
| -------------------------------------- | -------------------------------------- | -------------------------------------- |
| Num                                    | Ciclista                               | Pos                                    |
| 51                                     | Biniam Girmay (ERI)                    | DNF                                    |
| 52                                     | Sven Erik Bystrøm (NOR)                | 21.                                    |
| 53                                     | Théo Delacroix (FRA)                   | DNF                                    |
| 54                                     | Andrea Pasqualon (ITA)                 | DNF                                    |
| 55                                     | Baptiste Planckaert (BEL)              | DNF                                    |
| 56                                     | Loïc Vliegen (BEL)                     | DNF                                    |
| 57                                     | Georg Zimmermann (GER)                 | 14.                                    |

| Bahrain Victorious TBV | Bahrain Victorious TBV    | Bahrain Victorious TBV |
| ---------------------- | ------------------------- | ---------------------- |
| Num                    | Ciclista                  | Pos                    |
| 61                     | Matej Mohorič (SLO)       | DNF                    |
| 62                     | Pello Bilbao (ESP)        | 9.                     |
| 63                     | Damiano Caruso (ITA)      | 45.                    |
| 64                     | Hermann Pernsteiner (AUT) | 27.                    |
| 65                     | Jonathan Milan (ITA)      | DNF                    |
| 66                     | Jan Tratnik (SLO)         | 36.                    |
| 67                     | Matevž Govekar (SLO)      | DNF                    |

| Quick-Step Alpha Vinyl QST | Quick-Step Alpha Vinyl QST | Quick-Step Alpha Vinyl QST |
| -------------------------- | -------------------------- | -------------------------- |
| Num                        | Ciclista                   | Pos                        |
| 71                         | Andrea Bagioli (ITA)       | 3.                         |
| 72                         | Josef Černý (CZE)          | DNF                        |
| 73                         | Mikkel Honoré (DEN)        | 11.                        |
| 74                         | James Knox (GBR)           | DNF                        |
| 75                         | Mauro Schmid (SUI)         | 6.                         |
| 76                         | Stan Van Tricht (BEL)      | 52.                        |
| 77                         | Mauri Vansevenant (BEL)    | 42.                        |

| Groupama-FDJ GFC | Groupama-FDJ GFC       | Groupama-FDJ GFC |
| ---------------- | ---------------------- | ---------------- |
| Num              | Ciclista               | Pos              |
| 81               | Antoine Duchesne (CAN) | 70.              |
| 82               | David Gaudu (FRA)      | 5.               |
| 84               | Lewis Askey (GBR)      | 68.              |
| 85               | Anthony Roux (FRA)     | 59.              |
| 86               | Michael Storer (AUS)   | 31.              |
| 87               | Attila Valter (HUN)    | 18.              |

| Cofidis COF | Cofidis COF              | Cofidis COF |
| ----------- | ------------------------ | ----------- |
| Num         | Ciclista                 | Pos         |
| 91          | Guillaume Martin (FRA)   | 23.         |
| 92          | Ion Izagirre (ESP)       | 63.         |
| 93          | Alexandre Delettre (FRA) | DNF         |
| 94          | Eddy Finé (FRA)          | DNF         |
| 95          | Wesley Kreder (NED)      | DNF         |
| 96          | André Carvalho (POR)     | DNF         |
| 97          | Hugo Toumire (FRA)       | 76.         |

| Lotto-Soudal LTS | Lotto-Soudal LTS         | Lotto-Soudal LTS |
| ---------------- | ------------------------ | ---------------- |
| Num              | Ciclista                 | Pos              |
| 101              | Sébastien Grignard (BEL) | 74.              |
| 102              | Carlos Barbero (ESP)     | 50.              |
| 103              | Matthew Holmes (GBR)     | DNF              |
| 104              | Viktor Verschaeve (BEL)  | 72.              |
| 105              | Sylvain Moniquet (BEL)   | 26.              |
| 106              | Harm Vanhoucke (BEL)     | 58.              |
| 107              | Florian Vermeersch (BEL) | DNF              |

| BikeExchange-Jayco BEX | BikeExchange-Jayco BEX | BikeExchange-Jayco BEX |
| ---------------------- | ---------------------- | ---------------------- |
| Num                    | Ciclista               | Pos                    |
| 111                    | Michael Matthews (AUS) | 13.                    |
| 112                    | Alexandre Balmer (SUI) | 39.                    |
| 113                    | Kevin Colleoni (ITA)   | 44.                    |
| 114                    | Damien Howson (AUS)    | DNF                    |
| 115                    | Tanel Kangert (EST)    | DNF                    |
| 116                    | Jan Maas (NED)         | DNF                    |
| 117                    | Nick Schultz (AUS)     | DNF                    |

| Trek-Segafredo TFS | Trek-Segafredo TFS   | Trek-Segafredo TFS |
| ------------------ | -------------------- | ------------------ |
| Num                | Ciclista             | Pos                |
| 121                | Jasper Stuyven (BEL) | 62.                |
| 122                | Tony Gallopin (FRA)  | DNF                |
| 123                | Alexander Kamp (DEN) | 57.                |
| 124                | Jacopo Mosca (ITA)   | DNF                |
| 125                | Quinn Simmons (USA)  | DNF                |
| 126                | Toms Skujiņš (LAT)   | 12.                |
| 127                | Otto Vergaerde (BEL) | DNF                |

| Movistar Team MOV | Movistar Team MOV         | Movistar Team MOV |
| ----------------- | ------------------------- | ----------------- |
| Num               | Ciclista                  | Pos               |
| 131               | Alex Aranburu (ESP)       | 22.               |
| 132               | Jorge Arcas (ESP)         | 51.               |
| 133               | Iván García Cortina (ESP) | DNF               |
| 134               | Juri Hollmann (GER)       | DNF               |
| 135               | Gorka Izagirre (ESP)      | 38.               |
| 136               | William Barta (USA)       | 55.               |
| 137               | Oier Lazkano (ESP)        | 33.               |

| Israel-Premier Tech IPT | Israel-Premier Tech IPT | Israel-Premier Tech IPT |
| ----------------------- | ----------------------- | ----------------------- |
| Num                     | Ciclista                | Pos                     |
| 141                     | Hugo Houle (CAN)        | DNF                     |
| 142                     | Guillaume Boivin (CAN)  | 37.                     |
| 143                     | Simon Clarke (AUS)      | 35.                     |
| 144                     | Jakob Fuglsang (DEN)    | 28.                     |
| 145                     | Krists Neilands (LAT)   | DNF                     |
| 146                     | Giacomo Nizzolo (ITA)   | DNF                     |
| 147                     | Sep Vanmarcke (BEL)     | 15.                     |

| Team DSM DSM | Team DSM DSM               | Team DSM DSM |
| ------------ | -------------------------- | ------------ |
| Num          | Ciclista                   | Pos          |
| 151          | Romain Bardet (FRA)        | 8.           |
| 152          | Søren Kragh Andersen (DEN) | DNF          |
| 153          | Romain Combaud (FRA)       | 54.          |
| 154          | Nils Eekhoff (NED)         | DNF          |
| 155          | Andreas Leknessund (NOR)   | 53.          |
| 156          | Martijn Tusveld (NED)      | DNF          |
| 157          | Pavel Bittner (CZE)        | DNF          |

| EF Education-EasyPost EFE | EF Education-EasyPost EFE | EF Education-EasyPost EFE |
| ------------------------- | ------------------------- | ------------------------- |
| Num                       | Ciclista                  | Pos                       |
| 161                       | Magnus Cort (DEN)         | 61.                       |
| 162                       | Alberto Bettiol (ITA)     | 47.                       |
| 163                       | Simon Carr (GBR)          | 60.                       |
| 164                       | Ruben Guerreiro (POR)     | 24.                       |
| 165                       | Andrea Piccolo (ITA)      | DNF                       |
| 166                       | Neilson Powless (USA)     | DNF                       |
| 167                       | Jens Keukeleire (BEL)     | DNF                       |

| Astana Qazaqstan Team AST | Astana Qazaqstan Team AST | Astana Qazaqstan Team AST |
| ------------------------- | ------------------------- | ------------------------- |
| Num                       | Ciclista                  | Pos                       |
| 171                       | Joe Dombrowski (USA)      | DNF                       |
| 172                       | Manuele Boaro (ITA)       | DNF                       |
| 173                       | Fabio Felline (ITA)       | DNF                       |
| 174                       | Antonio Nibali (ITA)      | DNF                       |
| 175                       | Christian Scaroni (ITA)   | DNF                       |
| 176                       | Simone Velasco (ITA)      | 32.                       |
| 177                       | Andrey Zeits (KAZ)        | 29.                       |

| Arkéa-Samsic ARK | Arkéa-Samsic ARK        | Arkéa-Samsic ARK |
| ---------------- | ----------------------- | ---------------- |
| Num              | Ciclista                | Pos              |
| 181              | Warren Barguil (FRA)    | 10.              |
| 182              | Winner Anacona (COL)    | DNF              |
| 183              | Benjamin Declercq (BEL) | DNF              |
| 184              | Matis Louvel (FRA)      | 67.              |
| 185              | Laurent Pichon (FRA)    | 49.              |
| 186              | Alan Riou (FRA)         | DNF              |
| 187              | Louis Barré (FRA)       | 43.              |

| TotalEnergies TEN | TotalEnergies TEN           | TotalEnergies TEN |
| ----------------- | --------------------------- | ----------------- |
| Num               | Ciclista                    | Pos               |
| 191               | Peter Sagan (SVK) (estrada) | DNF               |
| 192               | Maciej Bodnar (POL)         | DNF               |
| 193               | Fabien Doubey (FRA)         | DNF               |
| 194               | Pierre Latour (FRA)         | 19.               |
| 195               | Daniel Oss (ITA)            | DNF               |
| 196               | Paul Ourselin (FRA)         | 48.               |
| 197               | Anthony Turgis (FRA)        | DNF               |

| Canadá CAN | Canadá CAN          | Canadá CAN |
| ---------- | ------------------- | ---------- |
| Num        | Ciclista            | Pos        |
| 202        | Nicolas Côté        | DNF        |
| 203        | Thomas Schellenberg | DNF        |
| 204        | Matteo Dal-Cin      | DNF        |
| 205        | Carson Miles        | DNF        |
| 206        | Quentin Cowan       | DNF        |
| 207        | Nicolas Rivard      | DNF        |

Convenções:
* AB-N: Abandono na etapa N
* FLT-N: Retiro por chegada fora do limite de tempo na etapa N
* NTS-N: Não tomou a saída para a etapa N
* DES-N: Desclassificado ou expulsado na etapa N

## UCI World Ranking
O Grande Prêmio de Montreal outorgou pontos para o UCI World Ranking para corredores das equipas nas categorias UCI WorldTeam, UCI ProTeam e Continental. As seguintes tabelas são o barómetro de pontuação e os dez corredores que obtiveram mais pontos:
| Posição   | 1.º | 2.º | 3.º | 4.º | 5.º | 6.º | 7.º | 8.º | 9.º | 10.º | 11.º | 12.º | 13.º | 14.º | 15.º | 16.º-20.º | 21.º-30.º | 31.º-50.º | 51.º-55.º | 56.º-60.º |
| Pontuação | 500 | 400 | 325 | 275 | 225 | 175 | 150 | 125 | 100 | 85   | 70   | 60   | 50   | 40   | 35   | 30        | 20        | 10        | 5         | 3         |

| Classificação |                  |                        |        |
| Posição       | Ciclista         | Equipa                 | Pontos |
| ------------- | ---------------- | ---------------------- | ------ |
| 1.º           | Tadej Pogačar    | UAE Emirates           | 500    |
| 2.º           | Wout van Aert    | Jumbo-Visma            | 400    |
| 3.º           | Andrea Bagioli   | Quick-Step Alpha Vinyl | 325    |
| 4.º           | Adam Yates       | Ineos Grenadiers       | 275    |
| 5.º           | David Gaudu      | Groupama-FDJ           | 225    |
| 6.º           | Mauro Schmid     | Quick-Step Alpha Vinyl | 175    |
| 7.º           | Giovanni Aleotti | Bora-Hansgrohe         | 150    |
| 8.º           | Romain Bardet    | DSM                    | 125    |
| 9.º           | Pello Bilbao     | Bahrain Victorious     | 100    |
| 10.º          | Warren Barguil   | Arkéa Samsic           | 85     |